# Säljfrämjande åtgärder
Säljfrämjande åtgärder är kortsiktiga medel för att uppmuntra handel av en produkt eller tjänst. De säljfrämjande åtgärderna uppmuntrar handel med hjälp av erbjudanden som argumenterar för varför en produkt eller tjänst skall anskaffas just i detta nu. Säljfrämjande åtgärder är anpassade för fyra olika grupper: industriella kunder, slutkunder, säljare och återförsäljare.
Företag använder olika verktyg för att uppnå målen med de säljfrämjande åtgärderna. Tre av de främsta verktygen är: Handelsreklam, Konsumentreklam och utöka försäljningsstyrkan. Verktygen används för att uppmuntra handel igenom olika strategier.

## Säljfrämjande verktyg

### Konsumentreklam
Konsumentreklam innefattar en mängd olika verktyg som används för att öka den kortsiktiga försäljningen till kunder samt att förbättra de långsiktiga kundrelationerna. Dessa verktyg är till exempel: kuponger, gratisprover, produktdemonstration, tävlingar, kombinationserbjudanden och eventmarknadsföring. 
Kuponger är en form av värdehandling som kunder kan använda för att spara pengar vid köp av en specifik produkt. Kuponger används även för att främja försäljningen av såväl nya som etablerade varumärken.
Kombinationserbjudanden anses mer effektiva än kuponger när det gäller den kortsiktiga försäljningen till kunder. Ett av de vanligaste erbjudandena i Europa är ”tag två, betala för en” men det finns även erbjudanden som ”köp en tv och få en cykel på köpet”.
Vid gratisprover erbjuds en viss mängd av en produkt för att skapa intresse eller introducera en ny produkt. Proverna kan delas ut i butik eller skickas digitalt till mobiler eller e-post. Detta är enligt Kotler med fler, ett av de mest effektiva verktyg då konsumenter får möjlighet att prova en produkt och sedan får de möjlighet att köpa produkten, vilket kan leda till ett köp. Det är också ett riskfyllt verktyg eftersom företaget ger ut dessa prover utan att erhålla någon form av direkt ersättning.
Produktdemonstration är till för att ge kunder en uppfattning av produkten samt en förståelse för hur den används. Syftet med demonstrationen är att vägleda kunden till ett välgrundat köpbeslut.
Tävlingar ger kunder chansen att vinna något, till exempel pengar, presentkort, resor eller produkter. Det ges oftast inte tillstånd för reklamlotterier då det enligt lotterilagen endast är ideella organisationer som får tillstånd att driva lotterier. Därmed använder sig företag av tävlingar där det inte är slumpen som avgör vinnaren utan en prestation.
Eventmarknadsföring och sponsring av event är ett av de snabbast växande verktyg när det gäller säljfrämjande åtgärder och är ett billigare alternativ än tv-reklam. Det kan handla om sponsring av konserter, festivaler och stora sportevenemang. Det är även lönsamt att sponsra mindre och lokala evenemang idag då spridningen av information genom sociala medier har ökat markant under 2017.

### Handelskampanjer
Handelskampanjer innefattar de säljfrämjande åtgärder som leverantörer kan nyttja för att rikta sig till återförsäljare och grossister. Syftet är att övertyga återförsäljare och grossister till att bära och lyfta ett varumärke, främja det i reklam och driva fram det till konsumenter.
Det finns ett flertal verktyg inom handelskampanjer som leverantörer kan tillämpa. En del verktyg som tillämpas inom konsumentreklam kan även nyttjas inom handelskampanjer, till exempel tävlingar. Leverantörer kan erbjuda återförsäljare ett prisavdrag för varje såld vara eller tjänst under en begränsad tidsperiod. Återförsäljaren kan göra reklam för en produkt och få ersättning av leverantören. Återförsäljare kan erbjudas gratisexemplar vid köp av en viss mängd produkter eller en specifik sort av en produkt tillverkaren erbjuder. Ytterligare en teknik inom handelskampanjer är att leverantörer ger ut gratisartiklar med företagets namn eller logotyp till återförsäljare för att få publicitet.

### Företagsreklam
Företagsreklam riktar sig till företagskunder i syfte att skapa kontakter, introducera produkter och motivera säljare. För att uppnå det kan företag anordna mässor, konferenser, utställningar och försäljningstävlingar. Mässor kan ge säljare flera möjligheter som att sälja produkter, visa upp produkter samt att få information som kan nyttjas för att nå ut till konsumenterna bättre. Försäljningstävlingar har syftet att motivera säljare till att utveckla deras prestation. Försäljningstävlingar ska också uppmärksamma företag som presterat bra.

## Utveckling av ett säljfrämjande program
Ett säljfrämjande program baseras på olika faktorer som måste definieras för att de säljfrämjande åtgärderna skall vara framgångsrika. Till exempel vem/vilka som får utnyttja kuponger eller vara delaktiga i försäljningstävlingar.
Den första faktorn som skall definieras är hur omfattande konsumentens belöning inom det säljfrämjande programmet skall vara. Balans måste uppnås då en för liten belöning inte främjar handel tillräckligt, medan en mer omfattande belöning kan skada företaget i form av för hög kostnad.
Bestämmelser om vem eller vilka som får utnyttja belöningarna i det säljfrämjande programmet samt kriterier för medverkan är det andra steget i utvecklingen av ett säljfrämjande program. Belöningarna kan gynna alla individer eller uteslutande en specifik grupp. 
Under utvecklingen av ett säljfrämjande program måste företaget bestämma hur programmet skall marknadsföras samt hur programmet skall distribueras. Marknadsföringen och distributionen är influerad av andra faktorer som till exempel vilken form det säljfrämjande programmet har. Sedan anpassas marknadsföringen och distributionen för att producera det mest gynnsamma resultatet.
Längden på det säljfrämjande programmet spelar en viktig roll i hur gynnsamt programmet blir. Är det säljfrämjande programmet för långt förloras syftet att produkten skall köpas just nu. Ett säljfrämjande program som är för kort kan resultera i att många från den etablerade kundkretsen inte alltid hinner nyttja belöningen. 
Ett annat viktigt steg i utvecklingen av ett säljfrämjande program är en utvärdering av resultatet. Det är betydelsefullt att undersöka hur det säljfrämjande programmet påverkade företagets ekonomi samt varumärke. Det vanligaste sättet att göra detta är att jämföra handeln före, under och efter det säljfrämjande programmet har avslutats. Marknadsföringsavdelningar på företag bör ställa frågor så som: Resulterade detta i ökad handel från nuvarande kunder eller attraherade det nya kunder? Kan man behålla kunder och kundernas intresse av fortsatt handel? Har det gynnat företagets långsiktiga relationer med kunder eller gynnat handeln så det kan berättiga kostnaden?

## Reglering av säljfrämjande åtgärder
För att motverka aggressiv och vilseledande marknadsföring regleras de säljfrämjande åtgärderna för svenska företag i Marknadsföringslagen. För att upprätthålla god marknadsföringsetik finns Reklamombudsmannen (RO) som enligt Internationella handelskammarens (ICC) regler prövar anmäld reklam.